# Almudena Muñoz
Almudena Muñoz, född den 4 november 1968 i Valencia, Spanien, är en spansk judoutövare.
Hon tog OS-guld i damernas halv lättvikt i samband med de olympiska judotävlingarna 1992 i Barcelona.